# Fredolic ver (grup de bolets)
Els fredolics vers o veritables són bolets de mitgencs a menuts, de barret de grisenc a negrós, vellutat o esquamós, sec, fràgil, de làmines de blanquinoses a grisenques, escotades, de cama fibrosa, buida i fràgil, de color blanc a gris o vermellós. Tots ells són comestibles.

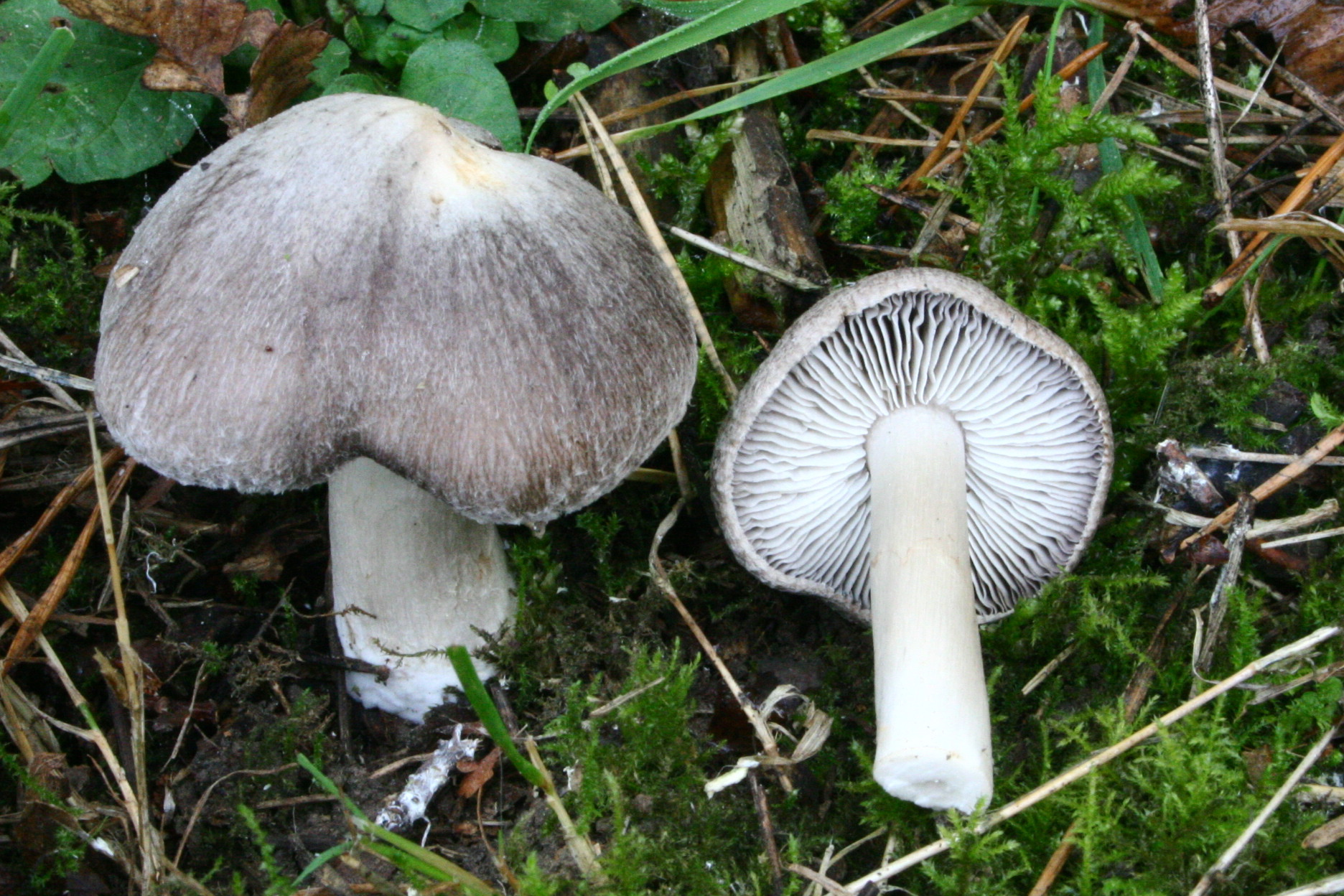
Fredolic (Tricholoma terreum).

## Espècies de fredolics vers
Les espècies més corrents de fredolics veritables són:
- Tricholoma terreum, fredolic
- Tricholoma basirubens, fredolic de peu rosat
- Tricholoma orirubens, fredolic enrogidor
- Tricholoma squarrulosum, fredolic pebrer
- Tricholoma atrosquamosum, fredolic pebrer de cama blanca.